# Slag bij Warburg
De Slag bij Warburg was een veldslag tijdens de Zevenjarige oorlog.
Het gevecht vond plaats op 31 juli 1760 bij Warburg, in het prinsbisdom Paderborn.

## Context
De overwegend rooms-katholieke bevolking van Warburg was de overwegend protestante Duits-Britse geallieerden niet vriendelijk gezind. Warburg was de tweede stad van het prinsdom, maar de verdediging was verouderd en voor de 18e eeuw ondermaats.
In dit grensgebied bevonden zich twee grote legers tegenover elkaar. Het geallieerde leger onder Ferdinand von Braunschweig en het Franse leger onder Victor-François de Broglie.

## De veldslag

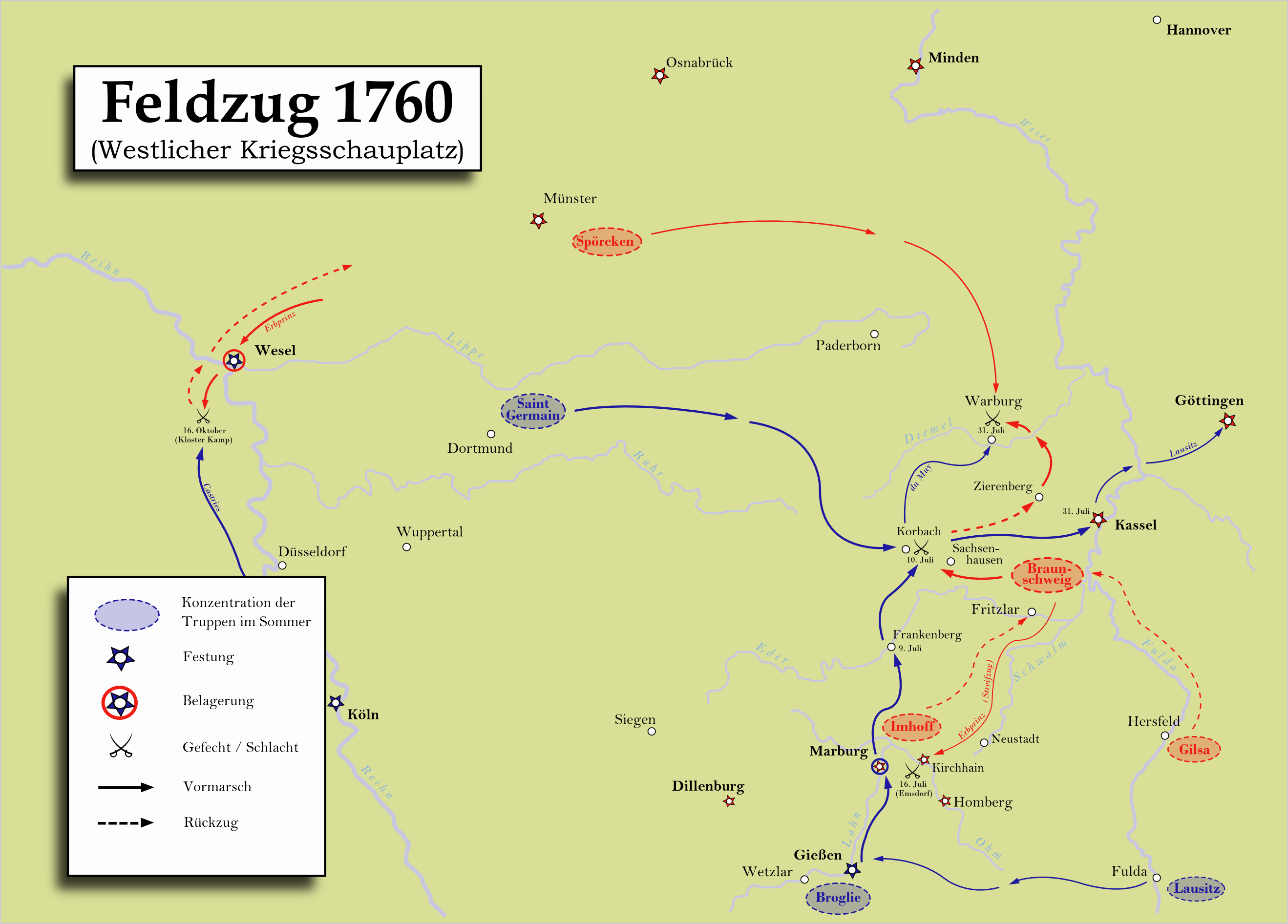
De veldtocht, voorafgaande aan de slag
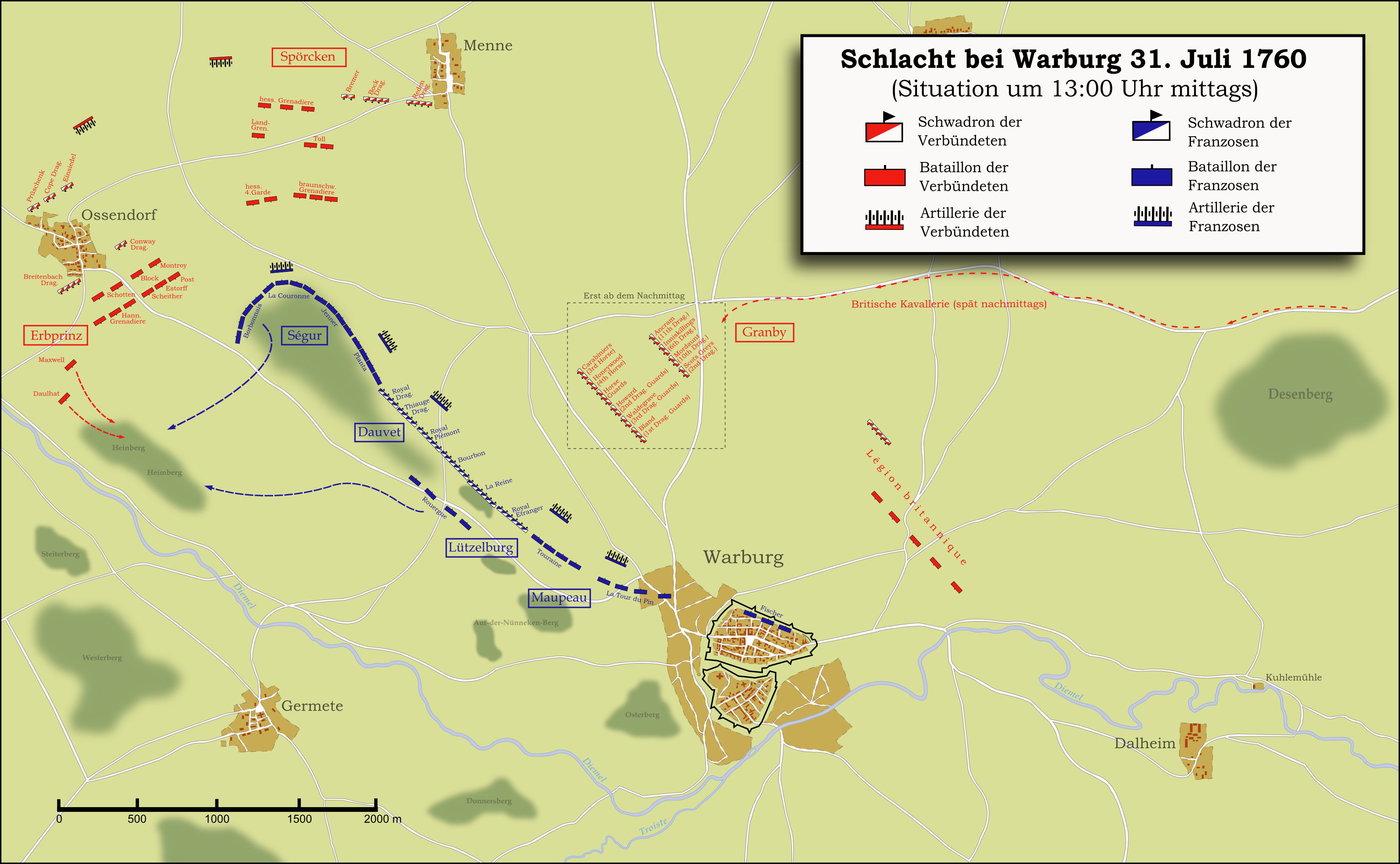
Situatie van de slag 31-07-1760 13:00

Victor-François de Broglie stuurde een korps onder Louis Nicolas Victor de Félix d’Ollières naar Warburg. Dit betrok een sterke positie bij de stad. Ferdinand von Braunschweig stuurde de prins van Hessen-Kassel met een korps.
De veldslag was een overwinning voor de Hannoverianen en de Britten.
Voor een uitgebreide beschrijving zie het artikel over deze slag op de Duitse Wikipedia.

## Na de slag
De stad Warburg werd twee uur lang geplunderd door het ongedisciplineerde "Legion Britanique", een in Hannoveriaanse dienst staand vrijkorps.
Ook "Hessische en Brunswijker huzaren en zulk nutteloos volk" namen een de plundering deel.